# Coming Down the Mountain
Coming Down the Mountain es una película de televisión británica del año 2007 que se visualizó en BBC One.
Escrita por Mark Haddon y dirigida por Julie Anne Robinson. La película para televisión se basó en una obra de radio también escrita por Haddon.
La película está protagonizada por Nicholas Hoult y por Tommy Jessop, actor con síndrome de Down.

## Argumento
David Philips (Nicholas Hoult) y Ben Philips (Tommy Jessop) son hermanos adolescentes que viven en la casa familiar en Londres. Ben tiene síndrome de Down. A David le molesta la atención protectora que sus padres le brindan a su hermano menor y cuánto dependen de él para cuidar de Ben. 
La familia se muda de Londres a Derbyshire para que Ben pueda asistir a una escuela especial, lo que significa que David tiene que dejar atrás a sus amigos y a su novia, Gail. Ben hace amigos y encuentra una amiga. David tiene dificultades para adaptarse a su nueva escuela y sufre a manos de los matones. David descubre que Gail lo ha dejado solo cinco semanas después de su ruptura, y comienza a autolesionarse. Por toda la rabia interior, David decide matar a su hermano. Lleva a Ben a hacer autostop sin decírselo a sus padres y acampan en Snowdonia. Al subir la montaña, David planea asesinar a Ben empujándolo desde una colina alta. En la cima, David cambia de opinión, pero, tras las burlas de Ben, lo empuja a un ataque de ira. Ben sobrevive a la caída, pero va al hospital. David lo secuestra, pero Ben se enfrenta a él. Se convierte en el personaje más fuerte y, después de una tarde hablando alrededor de la fogata, David ve al verdadera Ben por primera vez y los hermanos se reconcilian. Una vez en casa, los dos hermanos se enfrentan a los excesivos mimos de sus padres, de modo que ambos padres finalmente ven a Ben como un adulto joven y la vida familiar se vuelve mucho más relajada y de buen humor. Ben explica que tiene novia y quiere trabajar en una granja. 

## Premios
- Nominado a un BAFTA 2008.
- Ganador del Awards Radar 2008 - Personas del año - Medios de derechos humanos

## Radio
En 2004, la transmisión de radio original de Haddon ganó el Bronce por el Premio Drama en los Premios Sony Radio Academy. 

## Elenco
- Nicholas Hoult como David Philips
- Tommy Jessop como Ben Philips
- Emer Kenny como Gail
- Katie Griffiths como Alicia
- Julia Ford como Shelia Philips
- Neil Dudgeon como John Philips
- Charlie Clapham como Greg
- Brendan Heaney como Gary Jeavons
- Josh Cohen como Rob
- Charlotte Grant como Abby
- Emon Hussain como Sunil
- Rajvinder Lali como Yasmin
- Joe Sproulle como Henry
- Jamie-Ray Hartshorne como Damon
- Lewis Nieve como Kevin
- Samuel Gaukroger como Liam